# Mistrzostwa Polski w Kombinacji Norweskiej 1922
Mistrzostwa Polski w Kombinacji Norweskiej 1922 – 3. w historii zawody o mistrzostwo Polski w kombinacji norweskiej, które odbyły się 6 marca 1922 roku w Worochcie.
Na podium zawodów stanęło 3 zawodników reprezentujących klub SNPTT Zakopane – złoty medal zdobył Andrzej Krzeptowski I, srebrny Henryk Mückenbrunn, a brązowy Aleksander Rozmus. Pozostałych 2 startujących sportowców (Leszek Pawłowski i Eugeniusz Kaliciński) nie zostało sklasyfikowanych (Kaliciński, startujący w części biegowej jako pierwszy, zrezygnował w trakcie tej części rywalizacji, gdyż mylnie sądził, iż bieg zostanie anulowany ze względu na nienależyte przygotowanie trasy).
Oprócz konkursu o mistrzostwo Polski seniorów rozegrano również zawody o mistrzostwo Armii Polskiej, w których zwyciężył Leszek Pawłowski, wyprzedzając Wilhelma i Stefana Zagórskich.

## Wyniki konkursu
Źródła:
| Miejsce | Zawodnik              | Klub           | Punkty |
| ------- | --------------------- | -------------- | ------ |
| 1.      | Andrzej Krzeptowski I | SNPTT Zakopane | 1,421  |
| 2.      | Henryk Mückenbrunn    | SNPTT Zakopane | 1,999  |
| 3.      | Aleksander Rozmus     | SNPTT Zakopane | 2,167  |
| –       | Eugeniusz Kaliciński  | AZS Kraków     | –      |
| –       | Leszek Pawłowski      | Czarni Lwów    | –      |